# Maya et Miguel
Maya et Miguel (Maya & Miguel) est une série télévisée d'animation américaine en 65 épisodes de 22 minutes créée par Deborah Forte et diffusée entre le 11 octobre 2004 et le 10 octobre 2007 sur le réseau PBS.
En France, la série est diffusée depuis le 22 septembre 2006 sur France 5 dans l'émission Midi les Zouzous, Elle a été rediffusée sur Gulli dans Gulli Good, et au Québec à Télé-Québec.

## Synopsis
Cette série met en scène les mésaventures de Maya et Miguel, des jumeaux d'origine hispano-américaine dont les parents sont propriétaires d'une animalerie. Ils ont un perroquet, Paco, qui fait plein de bêtises mais qui reste très attrayant. Maya et Miguel ont des camarades de classe de diverses origines, et un petit cousin, Tito. La grand-mère des jumeaux vit avec eux et s'appelle Abuelita.

## Voix françaises
- Lucile Boulanger : Maya Santos
- Vincent de Boüard : Miguel Santos
- Adrien Solis : Andy
- Danièle Hazan : Abuela Elena
- Philippe Roullier : Santiago Santos
- Fabrice Némo : Harry
- Brigitte Aubry, Christine Paris, Olivia Dutron : voix additionnelles

- Version française
  - Studio de doublage : Chinkel
  - Direction artistique : Philippe Roullier
  - Adaptation : Laëtitia Morfouace, Jean-Jack Bréhier (dialogues), Claude Lombard (chants)
  - Interprète du générique : Olivier Constantin

 Source et légende : version française (VF) sur RS Doublage

## Épisodes

### Première saison (2004-2005)
1. La Malchance (Mala Suerte)
2. Le Fiancé d'Abuela (The Matchmaker)
3. Le Nouveau voisin (When Maya Met Andy)
4. L'Autographe (The Autograph)
5. Yoyo le chat (Rhymes with Gato)
6. Maya ouvre un restaurant (La Nueva Cocinita)
7. La Lettre (The Letter)
8. Le Perroquet du professeur (Teacher's Pet)
9. Un crâne en sucre (La Calavera)
10. Des élections peu ordinaires (Politics Unusual)
11. Le Mal du pays (Tito's Mexican Vacation)
12. Tito a le trac (The Doubtful Prince)
13. La Brute et le lapin (The Bully and the Bunny)
14. Camping en famille (Family Time)
15. Surprise, Surprise ! (Surprise, Surprise)
16. Week-end chez les voisins (An Okri-Dokey Day)
17. Le Départ de Chrissy (Chrissy's Big Move)
18. Le Stage d'observation (Career Day)
19. Miguel et Miguelito (I've Got to be Mi-guel)
20. Un nouvel entraîneur (Soccer Mom)

### Deuxième saison (2005-2006)
1. Maya fait une BD (The Adventures of Rabbit-Bird Man)
2. Le jeu télévisé (Maya and Miguel, Come on Down!)
3. Un catcheur dans le pétrin (The Wrestler Next Door)
4. Une sortie culturelle (A Little Culture)
5. Le Pari (The Bet)
6. Les Trois Sœurs bonheur au grand cœur (The Cherry Chipper Cupid Sisters)
7. L'Esprit d'équipe (Team Santos)
8. Entre amis (Friends Forever?)
9. Opération reprise en main (The Slump)
10. Promeneurs pour chiens (The Dogwalkers)
11. Le Livre de recettes (Recipe for Disaster)
12. Le Correspondant (The Pen Pal)
13. Duel de grand-mères (Abuela Upmanship)
14. Victime de la mode (Fashionitas)
15. Maya Quichotte et Miguel Panza (Maya Quixote and Miguel Panza)
16. Le Projet Monsieur Chou (The Tamaing of Mr. Shue)
17. Le Chupacabra (Tito's Pet)
18. Les Vrais Jumeaux (Real Twins)

### Troisième saison (2006-2007)
1. Fais-moi signe (Give Me a Little Sign)
2. La Publicité (A Star Is Born)
3. Le Journal de l'école (Paper Girl)
4. La Vie sans Maya (Miguel's Wonderful Life)
5. Une journée dans la vie d'Abuelita (The Video)
6. Un choix difficile (Decisions, Decisions)
7. Les Roses d'Abuela (A Rose Is Still a Rose)
8. On inverse les rôles (Role Reversal)
9. La Retenue (After School)
10. Le Mariage (The Wedding)
11. Des amours de chiots (Puppy Love)
12. La Fête des mères (Mother's Day)
13. Une grosse dispute (The Big Fight)
14. Un Thanksgiving inoubliable (The Best Thanksgiving Ever)
15. La Saint Valentin (Cupid)
16. Concours de jeunes talents (Papi Joins the Band)
17. Miguel tombe amoureux (Crushed)
18. La Veste de Melissa Rosas (The Red Jacket)
19. La Mascotte (Maya the Mascot)
20. Paco le porte-bonheur (Good Luck Payo)
21. Maya assistante vétérinaire (Paging Dr Maya)
22. Bataille d'anniversaires (Battle of the Birthdays)

### Quatrième saison (2007)
1. La Photo de classe (Say Cheese!)
2. Chacun de son côté (A House Divided)
3. La Journée de la Terre (Everyday is Earth Day)
4. Les Idées de Maya (The Big Idea)
5. Le Premier rôle pour Maya (I Love Maya)